# Krankenschein

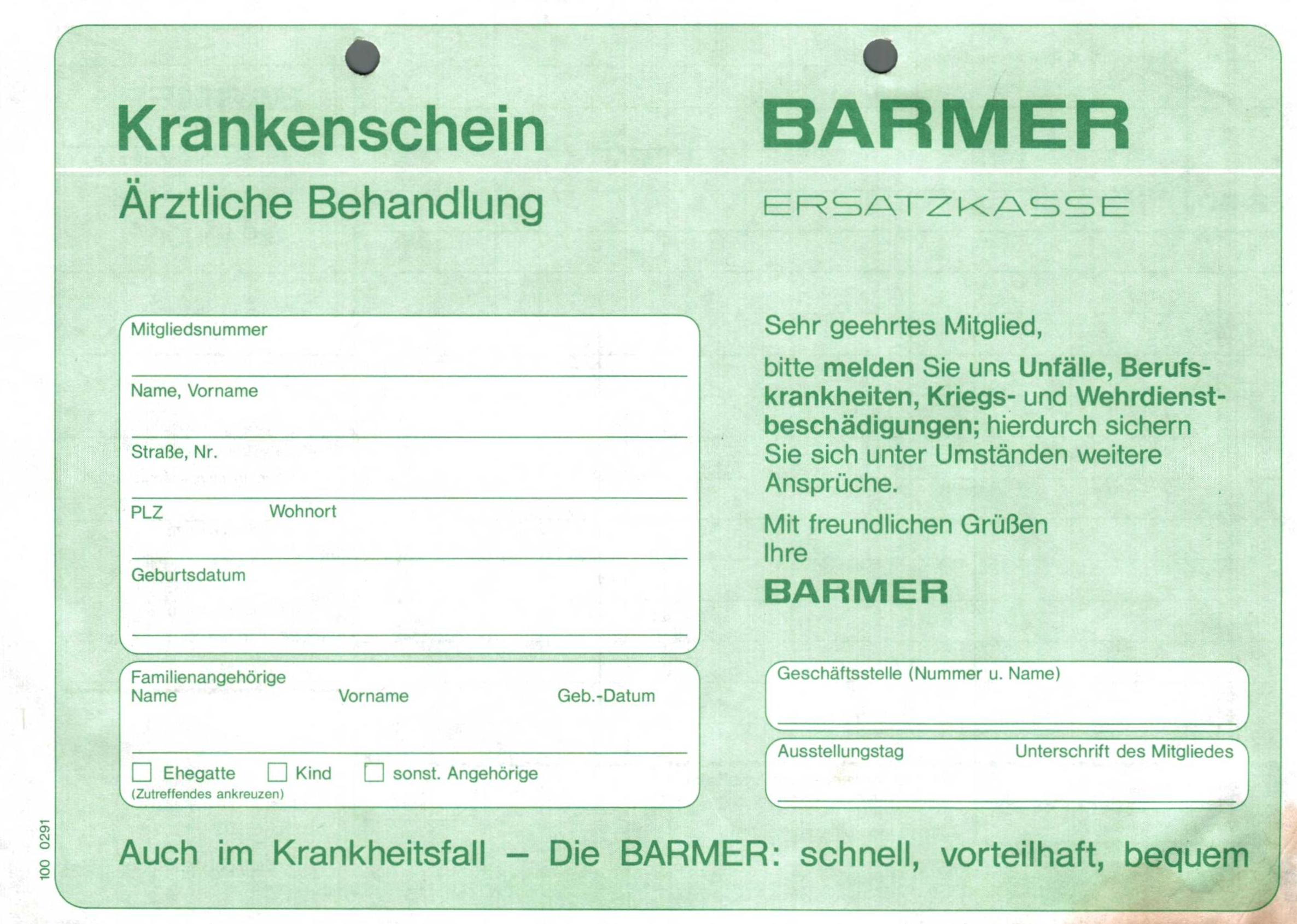
Krankenschein für ärztliche Behandlung, Barmer

Der Krankenschein war in der Bundesrepublik Deutschland der Vorläufer der Krankenversichertenkarte. Der Schein enthielt dieselben Daten wie die 1995 eingeführte Karte. Auf der Rückseite dokumentierte der Arzt seine Behandlungen, um dann mit den Kassenärztlichen Vereinigungen abzurechnen. Je Quartal, in welchem ärztliche Behandlung nötig war, musste dem Hausarzt ein Krankenschein vorgelegt werden. Wurde ein Besuch beim Facharzt nötig, so stellte der Hausarzt eine Überweisung aus.

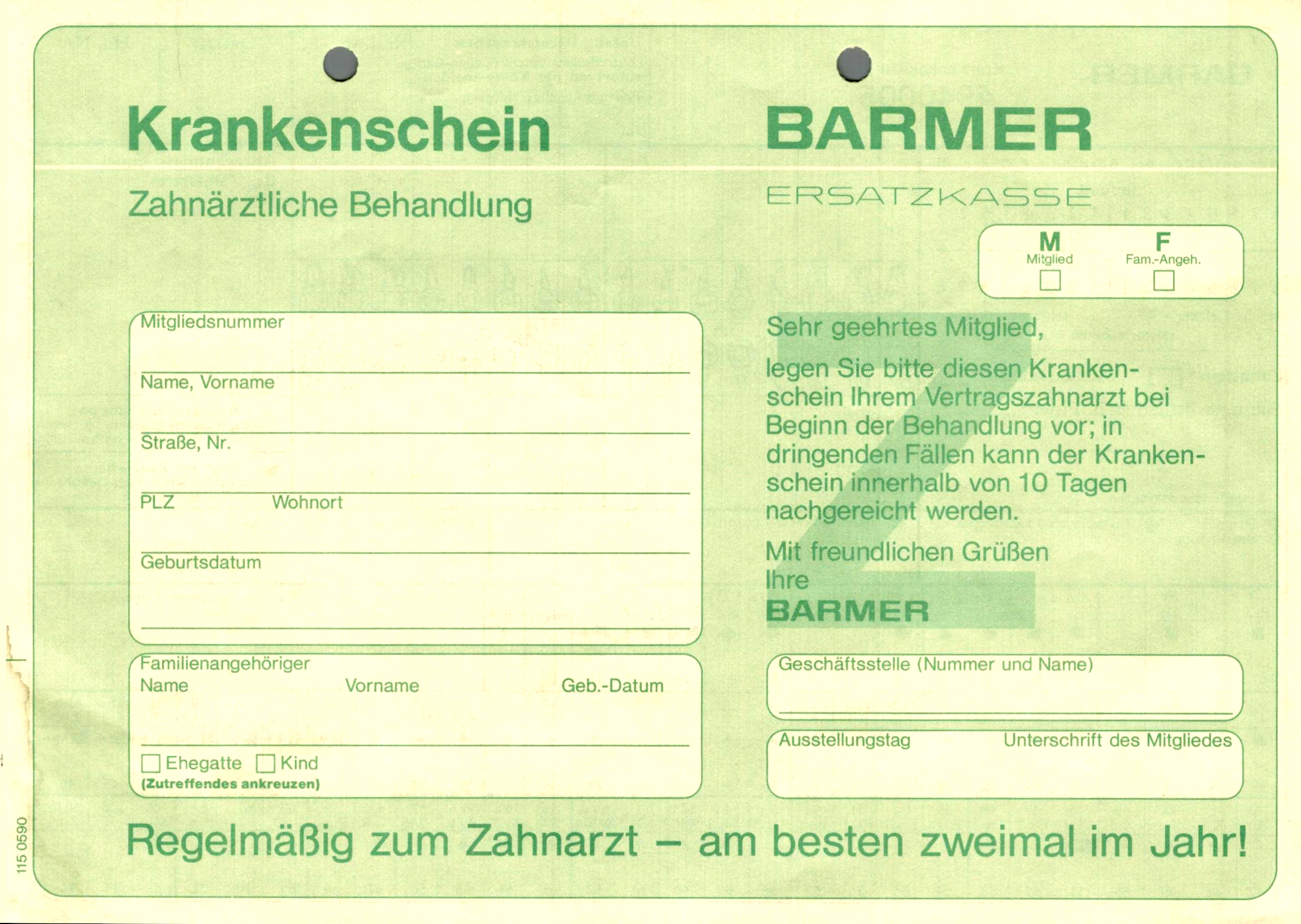
Krankenschein für zahnärztliche Behandlung, Barmer

Auch für zahnärztliche Behandlung gab es entsprechende Krankenscheine. Auf diesen Scheinen war zu Abrechnungs- und Dokumentationszwecken auf der Rückseite ein Zahnschema abgebildet.
Die Situation in Österreich war vor der Einführung der e-card ähnlich. Der Krankenschein für zahnärztliche Behandlungen hieß hier Zahnbehandlungsschein oder umgangssprachlich Zahnschein.
In der DDR war die Funktion des Krankenscheins in den Sozialversicherungsausweis integriert; unter einem Krankenschein verstand man hier eine Arbeitsunfähigkeitsbescheinigung. Umgangssprachlich ist diese Bezeichnung noch heute üblich.

## Geschichte des Krankenscheins in Deutschland

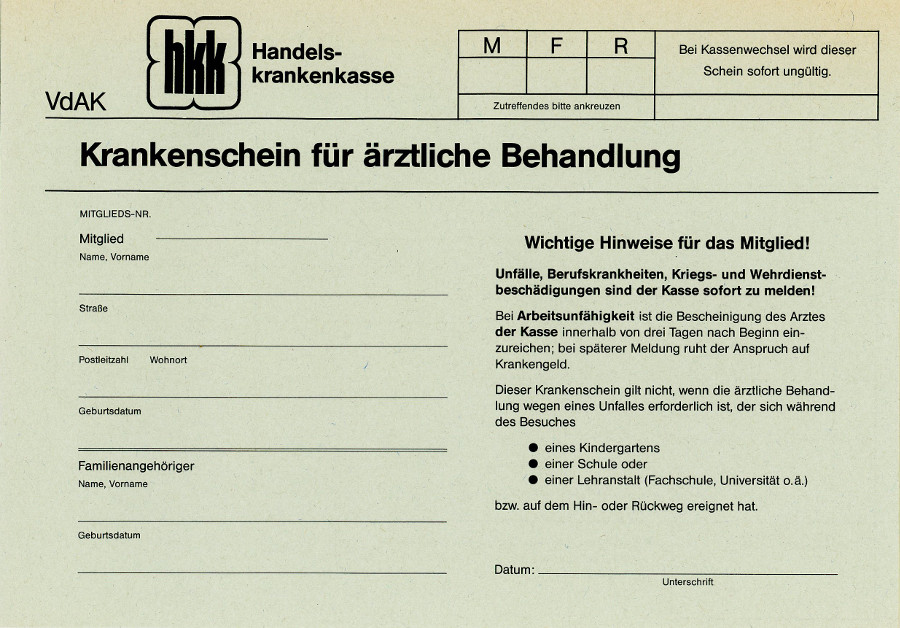
Ein Krankenschein der Handelskrankenkasse von ca. 1992

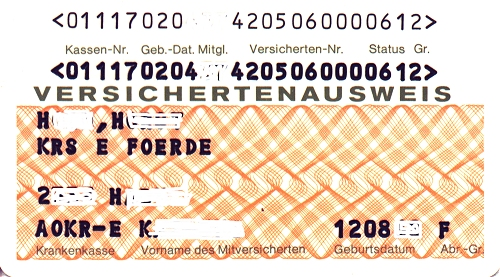
Karte des Modellversuchs

In der gesetzlichen Krankenversicherung mussten die Mitglieder die Krankenscheine früher bei Bedarf bei den Krankenkassen beantragen bzw. abholen. Dies führte bei den Kassen insbesondere zu Beginn eines Quartals zu einem immensen Verwaltungsaufwand, vor allem, weil die Scheine damals noch per Hand bzw. mit der Schreibmaschine ausgestellt werden mussten.
Zur Vereinfachung wurden daher die Krankenscheinhefte eingeführt. Sie wurden einmal jährlich an jedes Mitglied versandt und enthielten vier Abrechnungsscheine für den Hausarzt, zwei für den Zahnarzt sowie je einen Berechtigungsschein für eine Gesundheits-Vorsorgeuntersuchung und die Krebsvorsorgeuntersuchung. Für familienversicherte Kinder gab es ein eigenes Heft mit vier Krankenscheinen, welche der versicherte Elternteil bei Minderjährigen unter 15 Jahren vor dem Arztbesuch unterschreiben musste. Neben den eigentlichen Krankenscheinen gab es noch Berechtigungsscheine für die Kinderfrüherkennungsuntersuchungen, welche extra bei der Krankenkasse angefordert werden mussten bzw. später ebenfalls per Heft versandt wurden.
Nachdem Ende der 1970er Jahre ein Pilotprojekt eines „Versichertenausweises“ in Form einer scheckkartengroßen Kunststoffkarte keinen Erfolg hatte, löste erst 1995 die Krankenversichertenkarte sämtliche Kranken- und Berechtigungsscheine ab.
Flüchtlinge bekommen weiterhin pro Quartal einen Krankenschein vom zuständigen Sozialamt.

## Weitere Bedeutungen
In Österreich war der Krankenschein der Vorläufer des Krankenkassenschecks, der 2006 von der e-card abgelöst wurde. Umgangssprachlich wird auch die Arbeitsunfähigkeitsbescheinigung oft als „Krankenschein“ bezeichnet.